# Klooster van Astino
Het Klooster van Astino (Italiaans: Monastero di Astino) is een voormalige vallombrosiaans klooster nabij Bergamo. Tegenwoordig dient het kloostercomplex als evenementencomplex en tentoonstellingsruimte.

## Geschiedenis
Het klooster werd gesticht rond het jaar 1107. Een monnik uit Brescia met de naam Beratorio fungeerde als eerste abt. De bijbehorende kloosterkerk werd in 1117 gewijd aan het Heilige Graf. De oprichting van het klooster moet gezien worden in een context van vallombrosiaanse expansie in Noord-Italië. De van oorsprong Toscaanse orde stond achter de hervormingspolitiek van paus Gregorius VII en streed tegen simonie. Het stichten van kloosters was onderdeel van deze strijd: in de 12e eeuw stichtte de orde niet minder dan zeventien kloosters ten noorden van Toscane. 
Van oorsprong kende de abdij een romaanse architectuur, waarvan nog enkele delen te zien zijn. Tijdens de 13e eeuw, toen de zalige Guala de Roniis, een verbannen dominicaan, zijn toevlucht zocht in het complex, en met name de 16e en 17e eeuw kende het comlex forse uitbreidingen en verbouwingen. Als onderdeel van deze vernieuwingen schilderde Alessandro Allori op verzoek van de toenmalige abt in de refter een groot Laatste Avondmaal. In het eerste kwart van de 18e eeuw volgde een nieuwe herinrichting, nu in de stijl van de barok. 
Toen in 1797 de Cisalpijnse Republiek werd gevestigd werd het klooster van Astino gesloten. In 1830 werd in de bouwwerken een dolhuis gevestigd dat daar bleef tot 1892. Nadien deed het complex onder andere dienst als boerderij. In de tweede helft van de 20e eeuw raakten de gebouwen steeds meer in verval, waarna de Congregazione della Misericordia Maggiore di Bergamo het voormalige klooster in 2007 aankocht en in 2015 grondig liet renoveren. Sindsdien worden er congressen en tentoonstellingen in de gebouwen georganiseerd. 

## Galerij

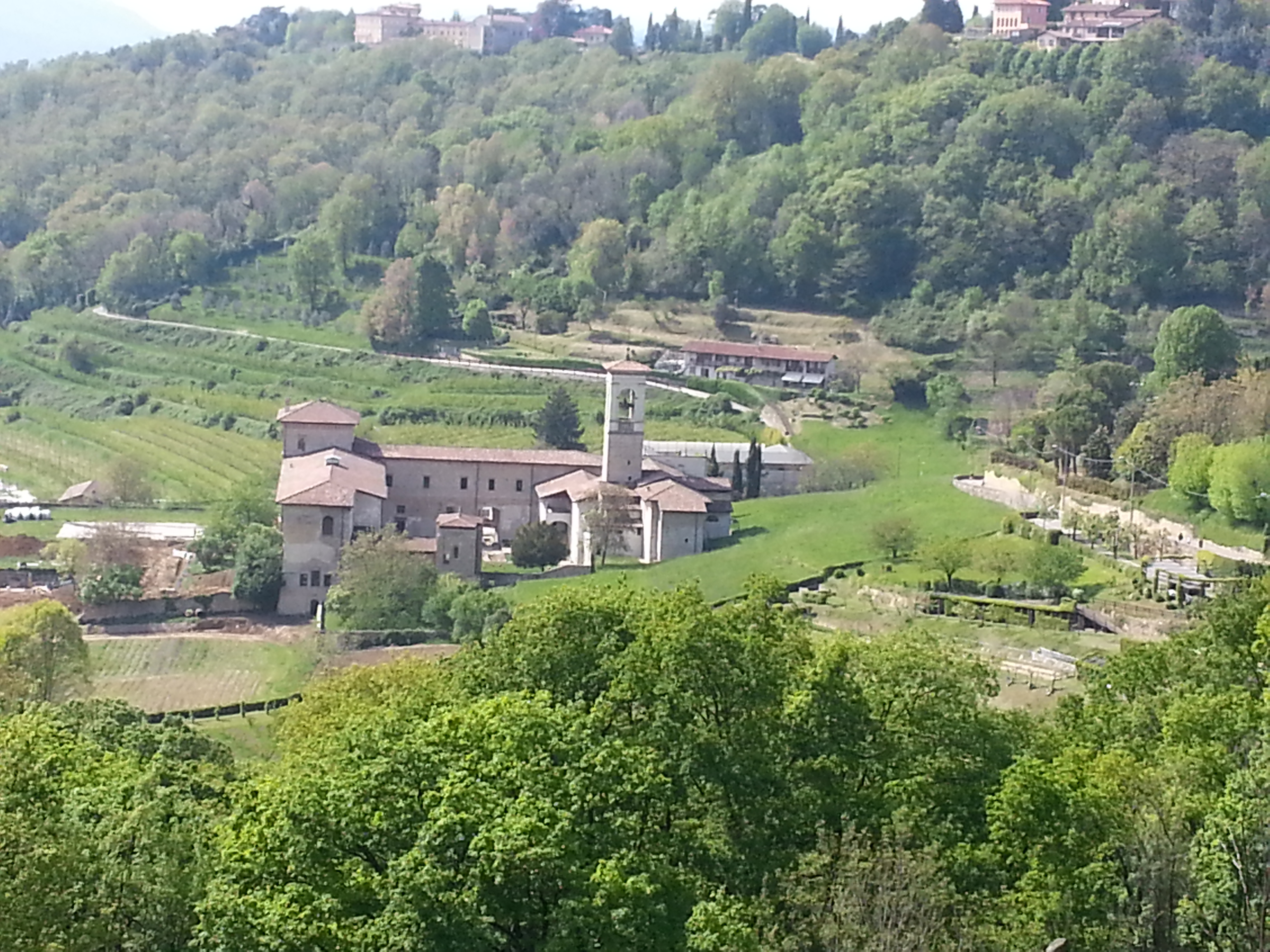
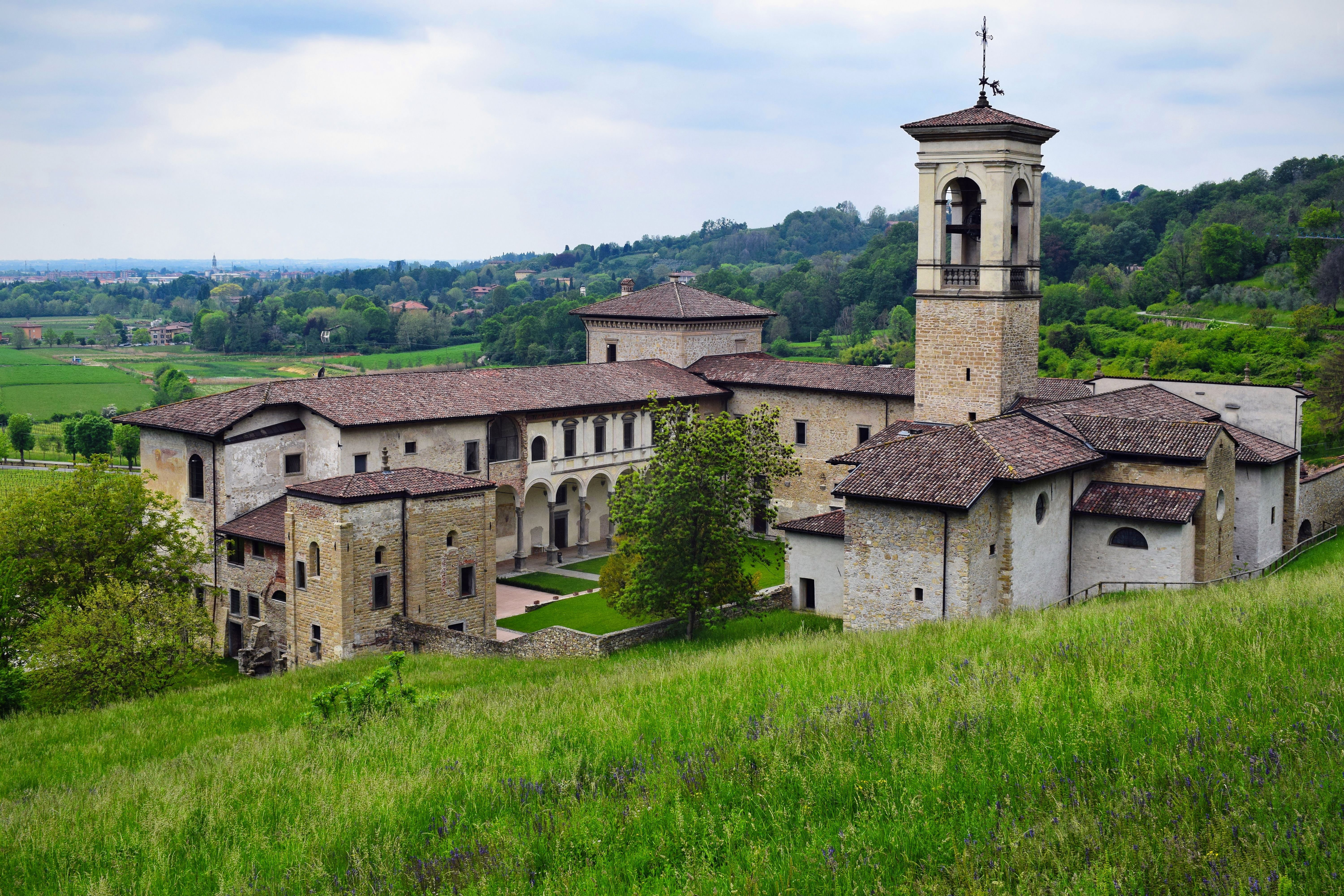
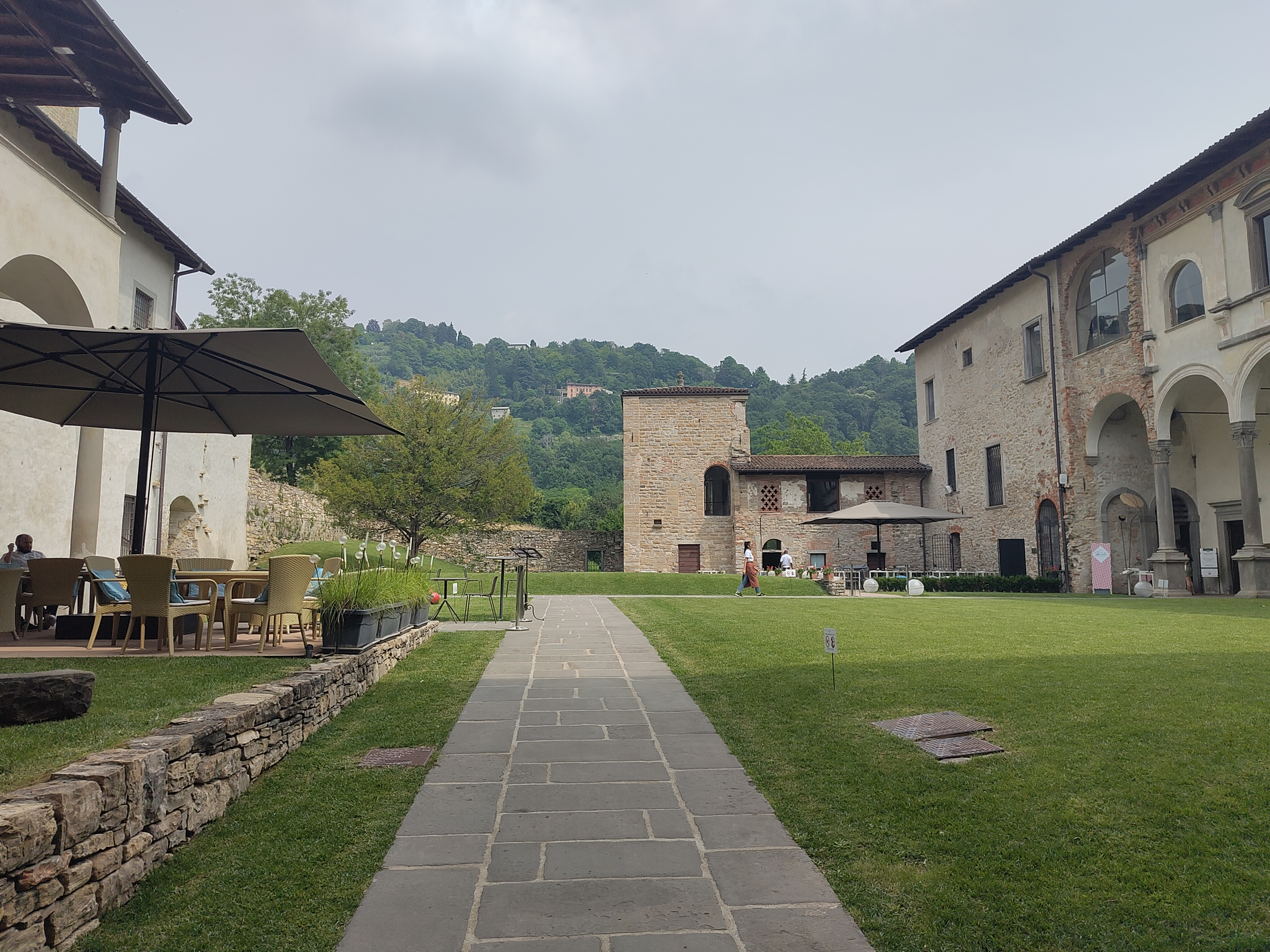
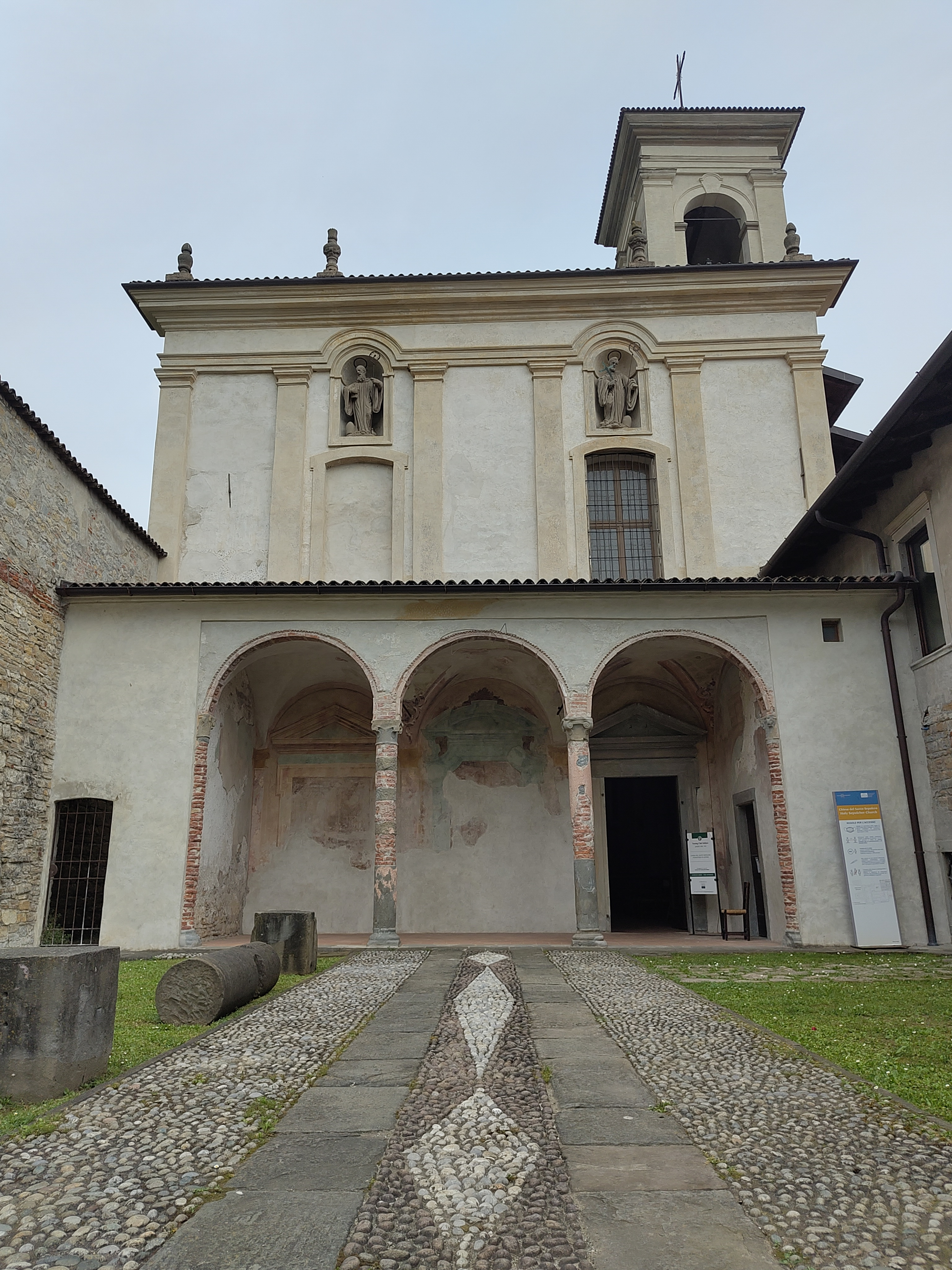
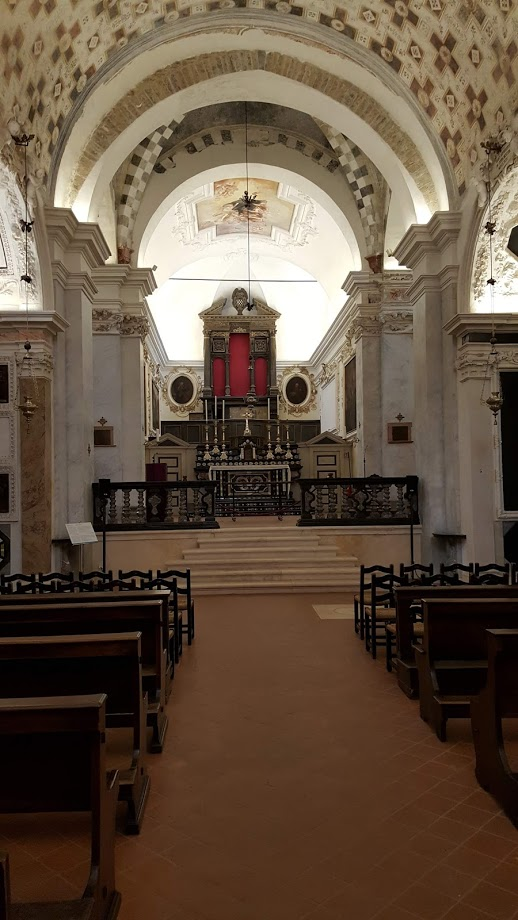